# Quesmy
Quesmy [kɛmi] est une commune française située dans le département de l'Oise en région Hauts-de-France.

### Communes limitrophes

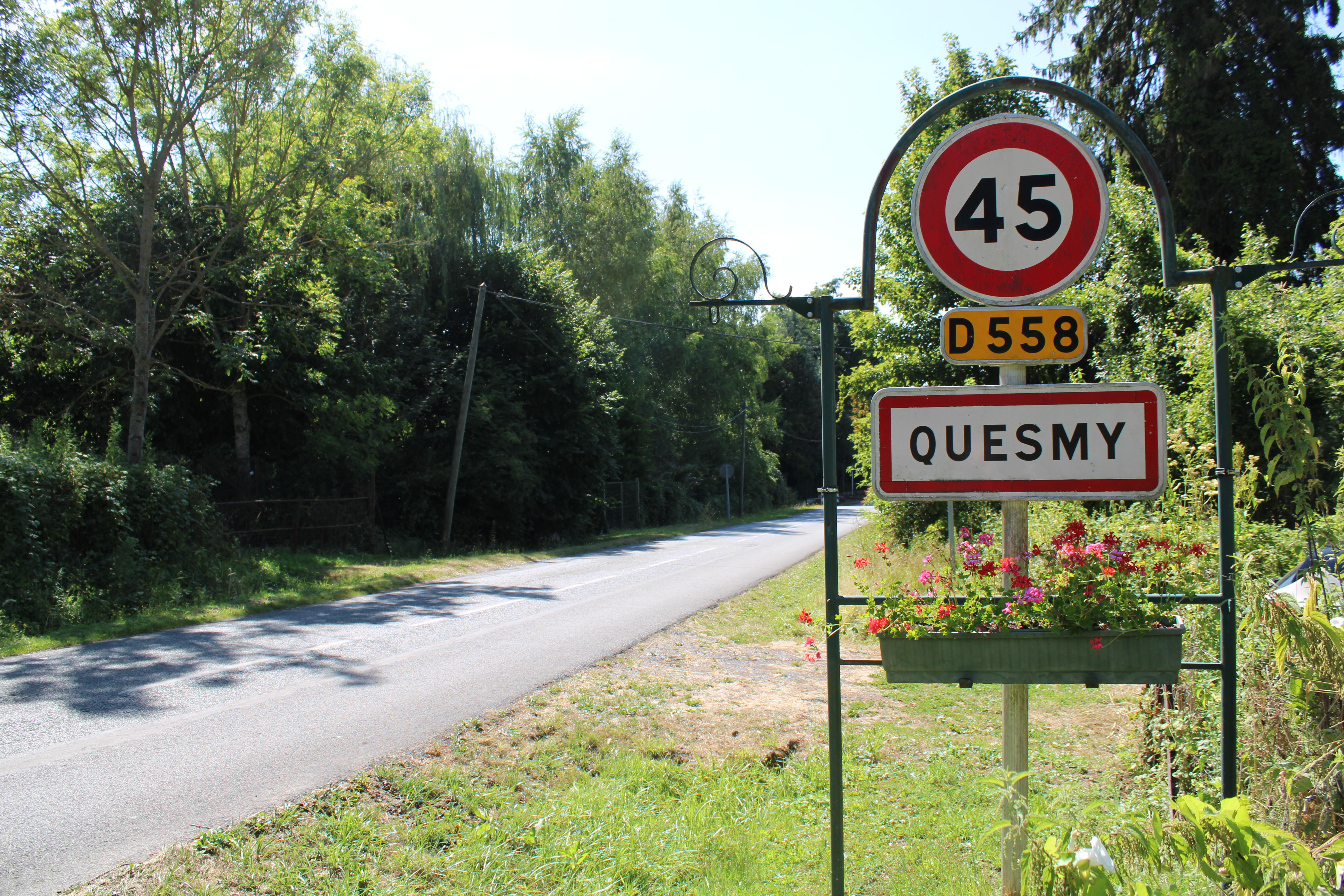
Entrée du village

## Géographie

### Hydrographie

#### Réseau hydrographique
La commune est située dans le bassin Seine-Normandie. Elle est drainée par le Fossé de la Gleue et le ru des Brules,,.

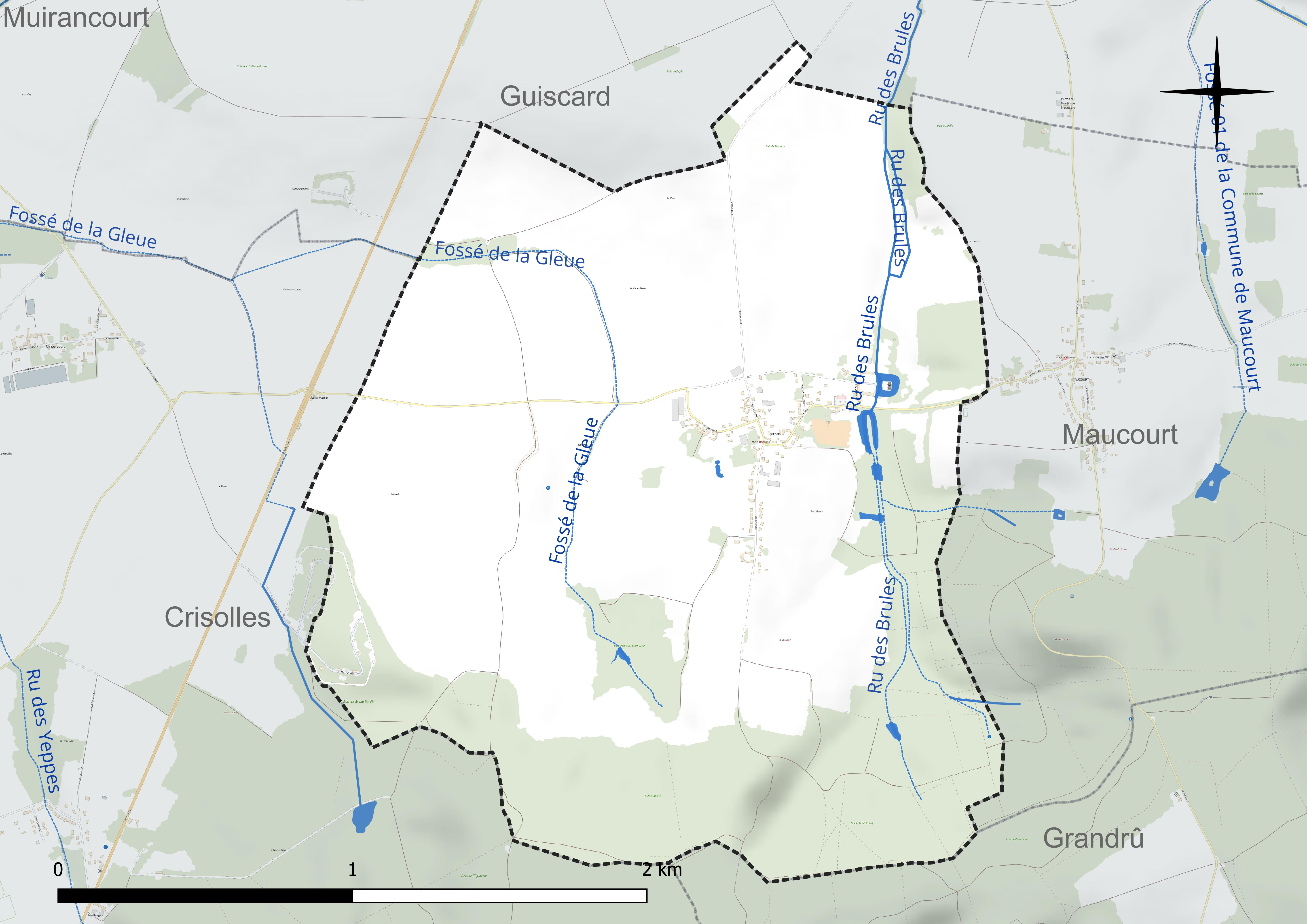
Réseau hydrographique de Quesmy.

#### Gestion et qualité des eaux
Le territoire communal est couvert par le schéma d'aménagement et de gestion des eaux (SAGE) « Sensée ». Ce document de planification concerne un territoire de 1 013 km2 de superficie, délimité par le bassin versant de l'Oise moyenne. Le périmètre a été arrêté le 24 avril 2017 et le SAGE est, en 2024, encore en élaboration. La structure porteuse de l'élaboration et de la mise en œuvre est le syndicat mixte du SAGE Oise-Moyenne (SMOM). 
La qualité des cours d'eau peut être consultée sur un site dédié géré par les agences de l'eau et l'Agence française pour la biodiversité. 

### Climat
Pour des articles plus généraux, voir Climat des Hauts-de-France et Climat de l'Oise.
En 2010, le climat de la commune est de type climat océanique dégradé des plaines du Centre et du Nord, selon une étude du CNRS s'appuyant sur une série de données couvrant la période 1971-2000. En 2020, Météo-France publie une typologie des climats de la France métropolitaine dans laquelle la commune est exposée à un climat océanique et est dans la région climatique  Nord-est du bassin Parisien, caractérisée par un ensoleillement médiocre, une pluviométrie moyenne régulièrement répartie au cours de l'année et un hiver froid (3 °C). 
Pour la période 1971-2000, la température annuelle moyenne est de 10,5 °C, avec une amplitude thermique annuelle de 14,8 °C. Le cumul annuel moyen de précipitations est de 734 mm, avec 11,9 jours de précipitations en janvier et 8,8 jours en juillet. Pour la période 1991-2020, la température moyenne annuelle observée sur la station météorologique la plus proche, située sur la commune de Chauny à 12 km à vol d'oiseau, est de 11,1 °C et le cumul annuel moyen de précipitations est de 709,9 mm,. Pour l'avenir, les paramètres climatiques de la commune estimés pour 2050 selon différents scénarios d'émission de gaz à effet de serre sont consultables sur un site dédié publié par Météo-France en novembre 2022.

## Urbanisme

### Typologie
Au 1er janvier 2024, Quesmy est catégorisée commune rurale à habitat dispersé, selon la nouvelle grille communale de densité à sept niveaux définie par l'Insee en 2022.
Elle est située hors unité urbaine. Par ailleurs la commune fait partie de l'aire d'attraction de Noyon, dont elle est une commune de la couronne,. Cette aire, qui regroupe 38 communes, est catégorisée dans les aires de moins de 50 000 habitants,.

### Occupation des sols
L'occupation des sols de la commune, telle qu'elle ressort de la base de données européenne d'occupation biophysique des sols Corine Land Cover (CLC), est marquée par l'importance des territoires agricoles (64,3 % en 2018), une proportion identique à celle de 1990 (64,3 %). La répartition détaillée en 2018 est la suivante : 
terres arables (64,3 %), forêts (29,3 %), zones urbanisées (6,4 %). L'évolution de l'occupation des sols de la commune et de ses infrastructures peut être observée sur les différentes représentations cartographiques du territoire : la carte de Cassini (XVIIIe siècle), la carte d'état-major (1820-1866) et les cartes ou photos aériennes de l'IGN pour la période actuelle (1950 à aujourd'hui).

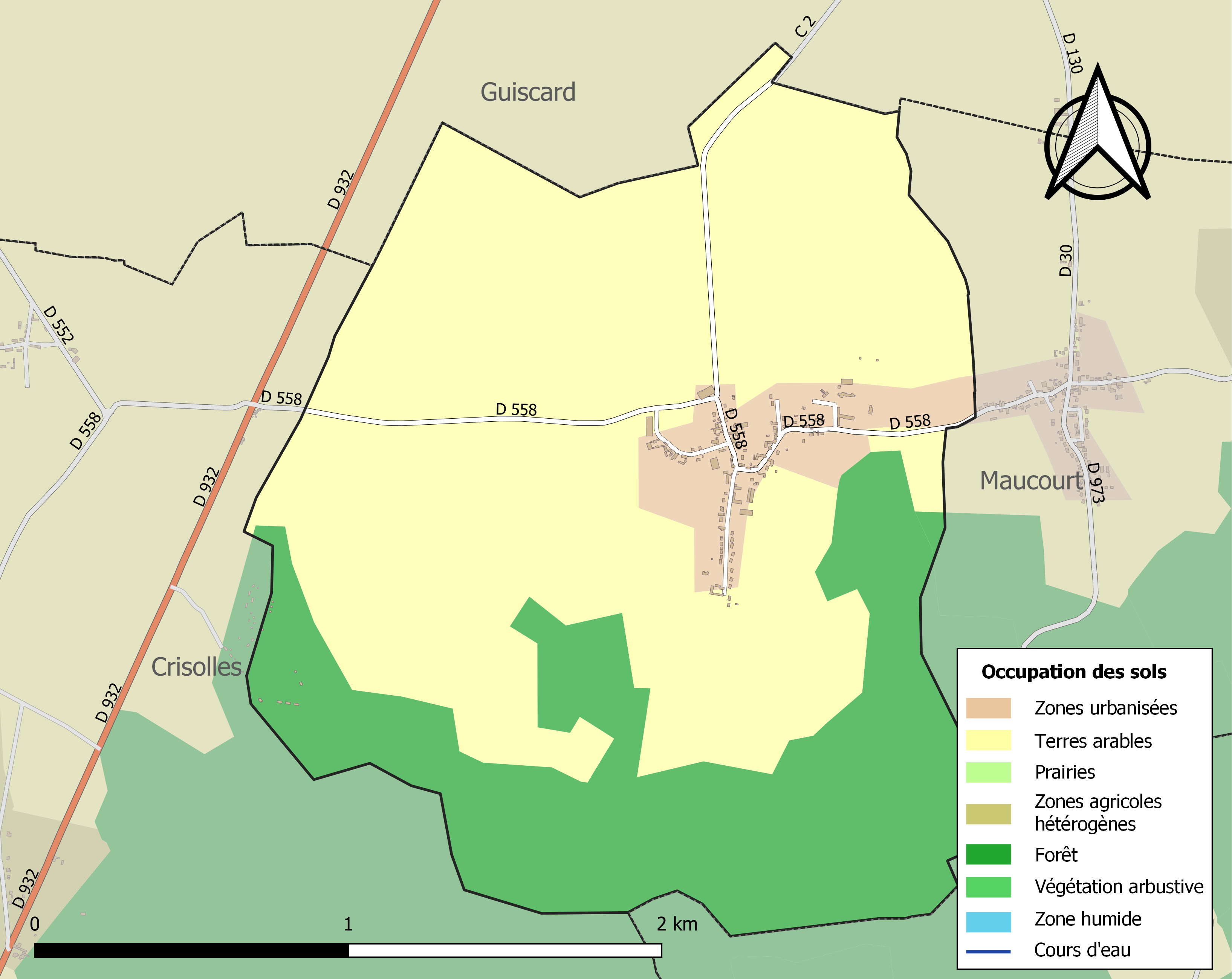
Carte des infrastructures et de l'occupation des sols de la commune en 2018 (CLC).

### Voies de communication et transports
La commune est desservie, en 2023, par les lignes 677, 678, 6308 et 6333 du réseau interurbain de l'Oise.

## Toponymie
Le nom de la localité est attesté sous les formes uuasemui (988) ; Gimenia (986) ; Camiaco (vers 1029) ; Vesmium (1030) ; Kemy (vers 1380) ; Kesmi (vers 1550) ; Quesmi (vers 1550) ; Quemy (vers 1550) ; Quimy (XVIIIe siècle) ; Quesmy (1730).

## Histoire
L'histoire du village est intrinsèquement liée à son passé seigneurial en la famille de Macquerel confirmée dans sa noblesse depuis 1480.
Son château actuel est une reconstruction moderne de 1919 à la suite de sa destruction en 1917 durant la grande guerre par l'armée allemande.
Celui-ci a d'ailleurs subi avant cela d'autres déboires, comme en 1653 où il fut incendié par les armées espagnoles.
L'étendue des terres des seigneurs de Quesmy s'est déployée bien au-delà du secteur noyonnais.
En effet, on peut citer Montbrehain, à 50 km au nord-est, par delà Saint-Quentin, mais aussi Parpeville, à 55 km sur une longitude plus à l'est.
Dans ce dernier cas, le château actuel construit en 1722 est toujours la possession de la famille qui par mariage s'est vue transiter dans la famille de Chauvenet, puis de Gayffier.

## Politique et administration

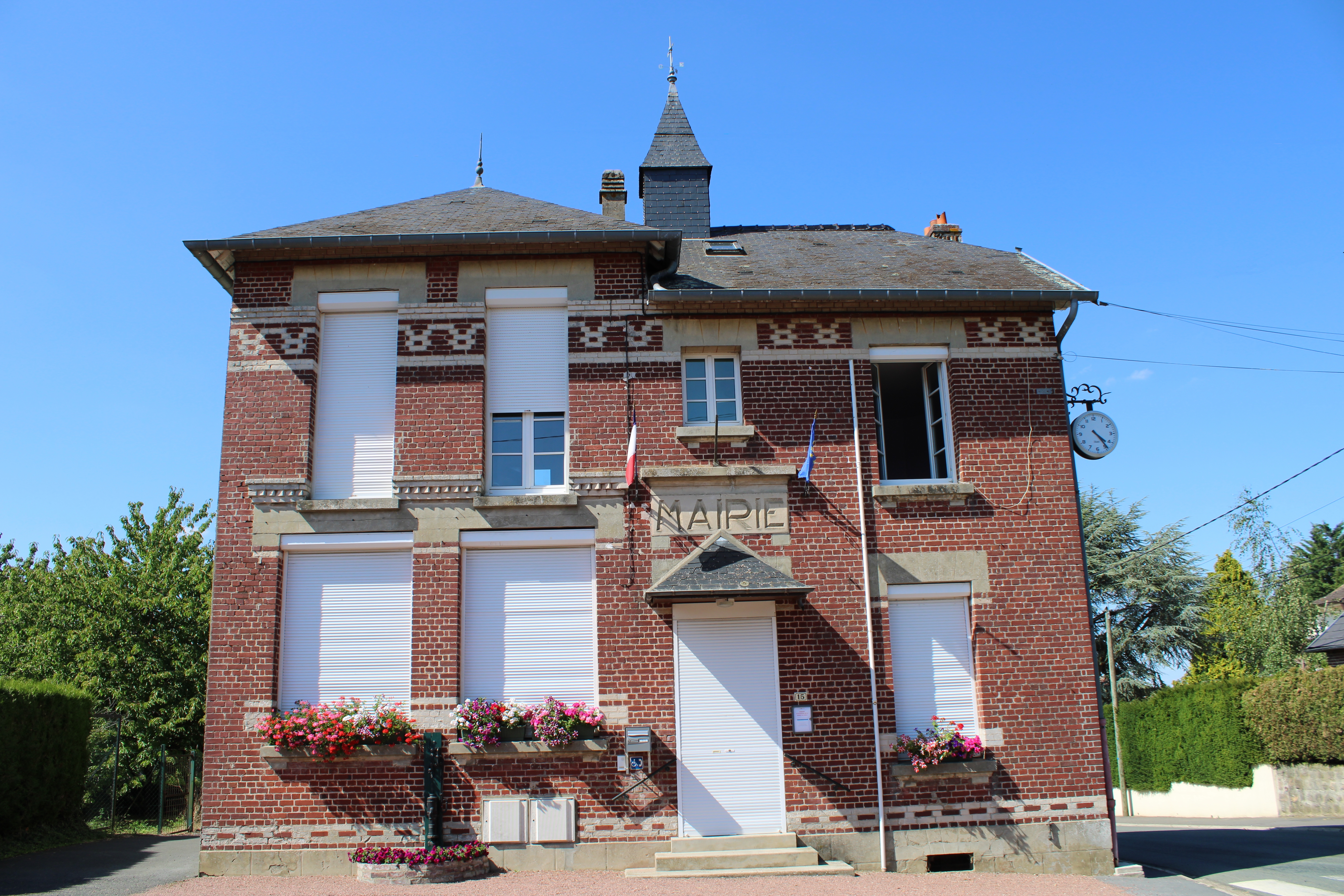
La mairie.

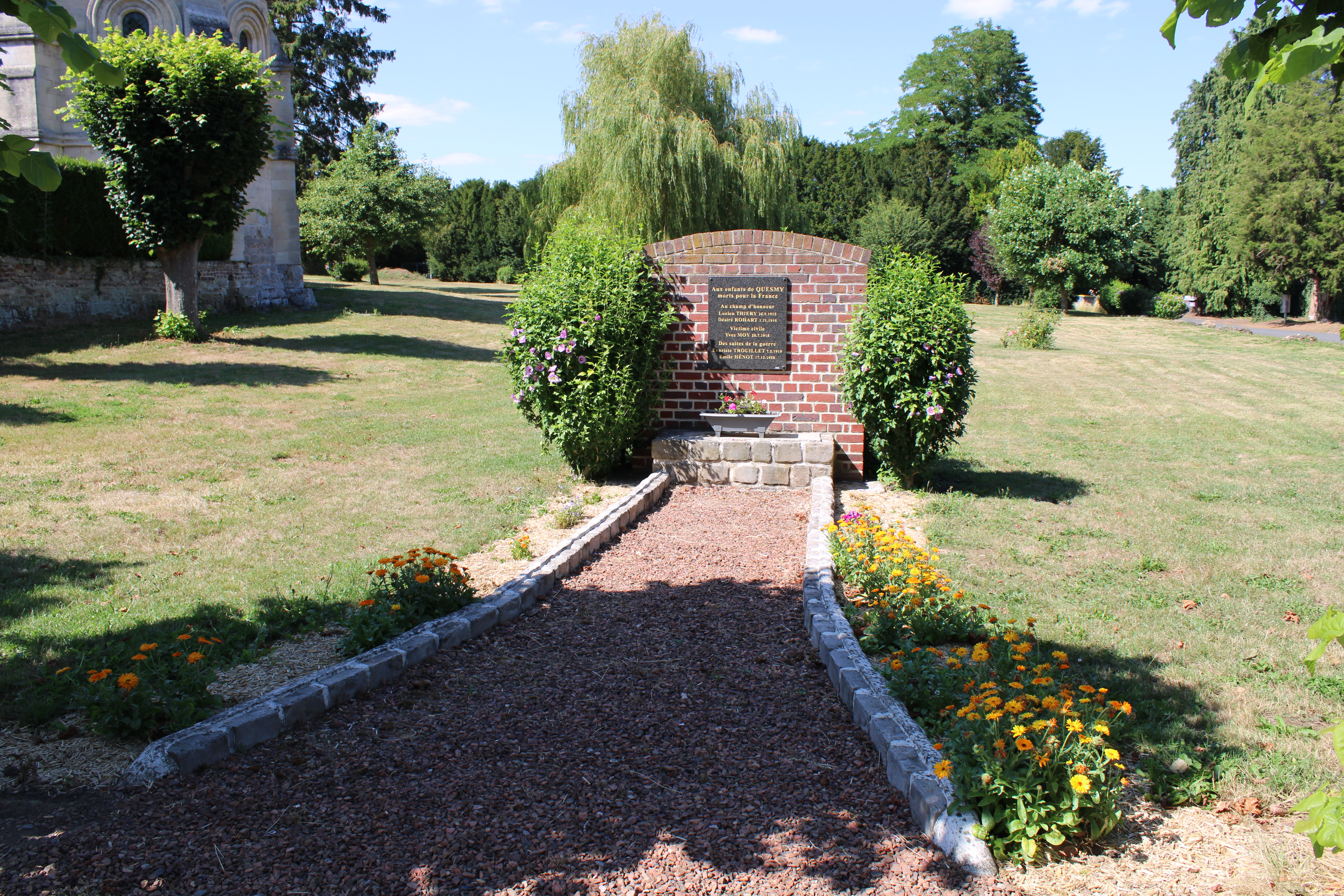
Le monument aux morts.

| Début      | Fin       | Identité          |
| ---------- | --------- | ----------------- |
| Avant 1988 | ???       | Gustave Rémy      |
| Mars 1995  | Mars 2014 | Daniel Depoilly   |
| Mars 2014  | Mars 2020 | Maryvonne Palisse |
| Mars 2020  | ???       | Patrick Thierry   |

## Population et société

### Démographie

#### Évolution démographique
L'évolution du nombre d'habitants est connue à travers les recensements de la population effectués dans la commune depuis 1793. Pour les communes de moins de 10 000 habitants, une enquête de recensement portant sur toute la population est réalisée tous les cinq ans, les populations de référence des années intermédiaires étant quant à elles estimées par interpolation ou extrapolation. Pour la commune, le premier recensement exhaustif entrant dans le cadre du nouveau dispositif a été réalisé en 2005.

En 2022, la commune comptait 172 habitants, en évolution de −6,01 % par rapport à 2016 (Oise : +0,87 %, France hors Mayotte : +2,11 %).
| 1793 | 1800 | 1806 | 1821 | 1831 | 1836 | 1841 | 1846 | 1851 |
| ---- | ---- | ---- | ---- | ---- | ---- | ---- | ---- | ---- |
| 173  | 191  | 222  | 233  | 46   | 255  | 246  | 227  | 228  |

| 1856 | 1861 | 1866 | 1872 | 1876 | 1881 | 1886 | 1891 | 1896 |
| ---- | ---- | ---- | ---- | ---- | ---- | ---- | ---- | ---- |
| 196  | 181  | 182  | 179  | 176  | 150  | 160  | 138  | 129  |

| 1901 | 1906 | 1911 | 1921 | 1926 | 1931 | 1936 | 1946 | 1954 |
| ---- | ---- | ---- | ---- | ---- | ---- | ---- | ---- | ---- |
| 123  | 99   | 110  | 86   | 141  | 132  | 133  | 134  | 139  |

| 1962 | 1968 | 1975 | 1982 | 1990 | 1999 | 2005 | 2006 | 2010 |
| ---- | ---- | ---- | ---- | ---- | ---- | ---- | ---- | ---- |
| 144  | 156  | 172  | 142  | 136  | 165  | 195  | 196  | 182  |

| 2015 | 2020 | 2022 | - | - | - | - | - | - |
| ---- | ---- | ---- | - | - | - | - | - | - |
| 186  | 174  | 172  | - | - | - | - | - | - |

#### Pyramide des âges
La population de la commune est relativement jeune.
En 2018, le taux de personnes d'un âge inférieur à 30 ans s'élève à 36,8 %, soit en dessous de la moyenne départementale (37,3 %). À l'inverse, le taux de personnes d'âge supérieur à 60 ans est de 18,3 % la même année, alors qu'il est de 22,8 % au niveau départemental.
En 2018, la commune comptait 99 hommes pour 80 femmes, soit un taux de 55,31 % d'hommes, largement supérieur au taux départemental (48,89 %).
Les pyramides des âges de la commune et du département s'établissent comme suit.
| Hommes | Classe d’âge | Femmes |
| ------ | ------------ | ------ |
| 0,0    | 90 ou +      | 0,0    |
| 3,1    | 75-89 ans    | 3,8    |
| 13,5   | 60-74 ans    | 16,7   |
| 24,0   | 45-59 ans    | 29,5   |
| 16,7   | 30-44 ans    | 20,5   |
| 14,6   | 15-29 ans    | 17,9   |
| 28,1   | 0-14 ans     | 11,5   |

| Hommes | Classe d’âge | Femmes |
| ------ | ------------ | ------ |
| 0,5    | 90 ou +      | 1,4    |
| 5,5    | 75-89 ans    | 7,6    |
| 15,6   | 60-74 ans    | 16,3   |
| 20,8   | 45-59 ans    | 20     |
| 19,4   | 30-44 ans    | 19,4   |
| 17,6   | 15-29 ans    | 16,2   |
| 20,6   | 0-14 ans     | 19,1   |

## Lieux et monuments
- Château de Quesmy - Location de salles
- Église Saint-Médard classée Monument historique le 12/11/1912[25].

### Galerie

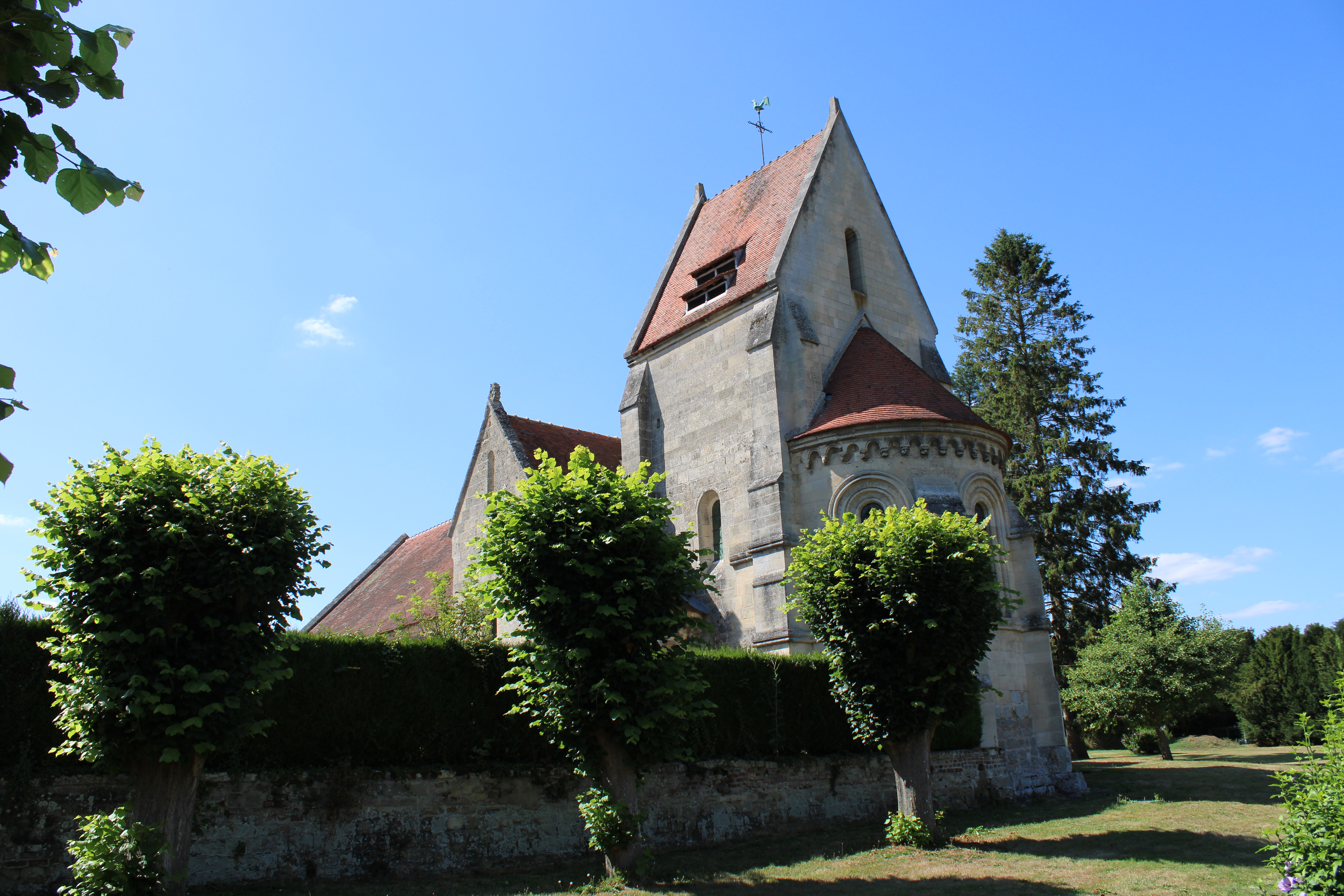
Le chevet de l'église.
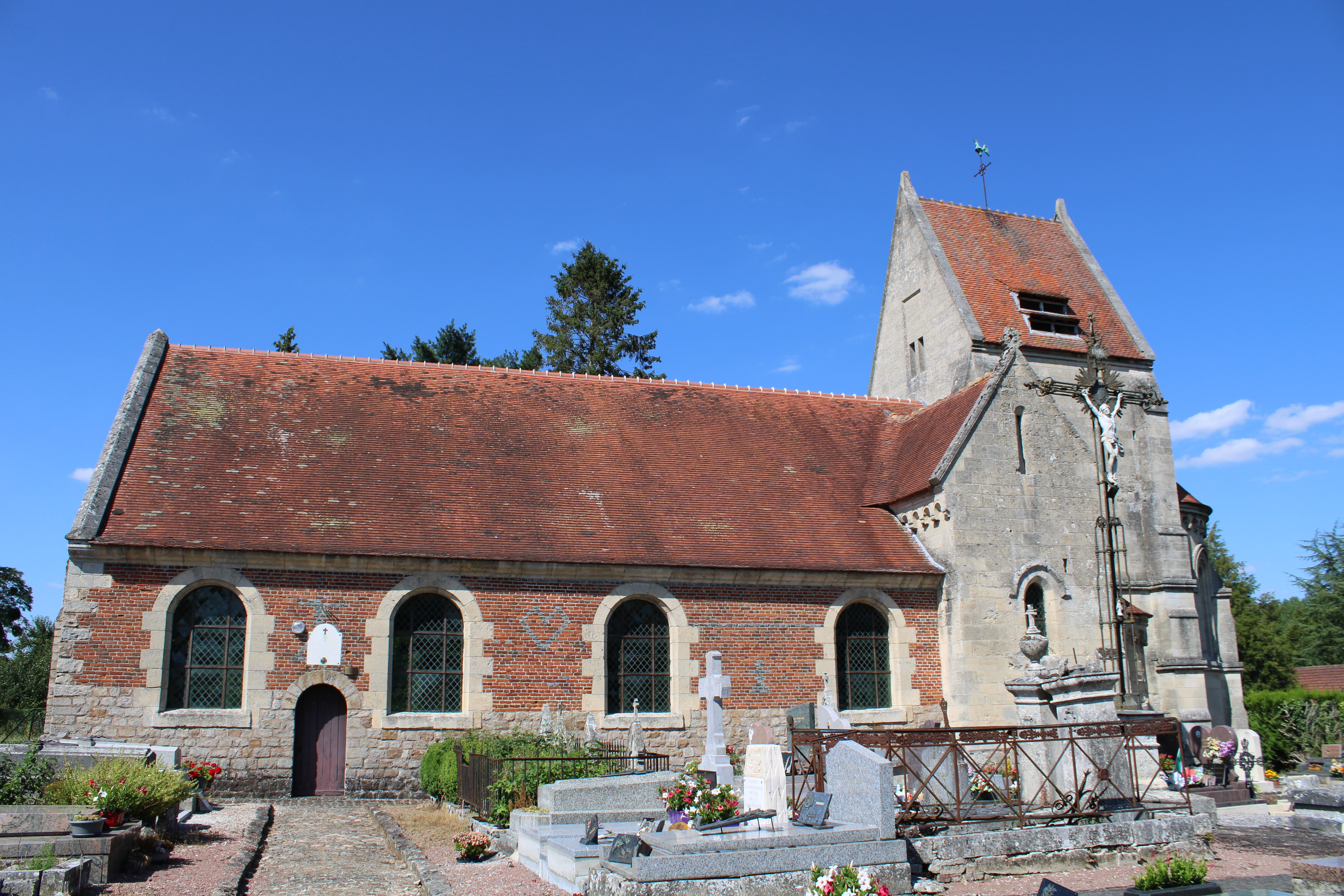
L'église.
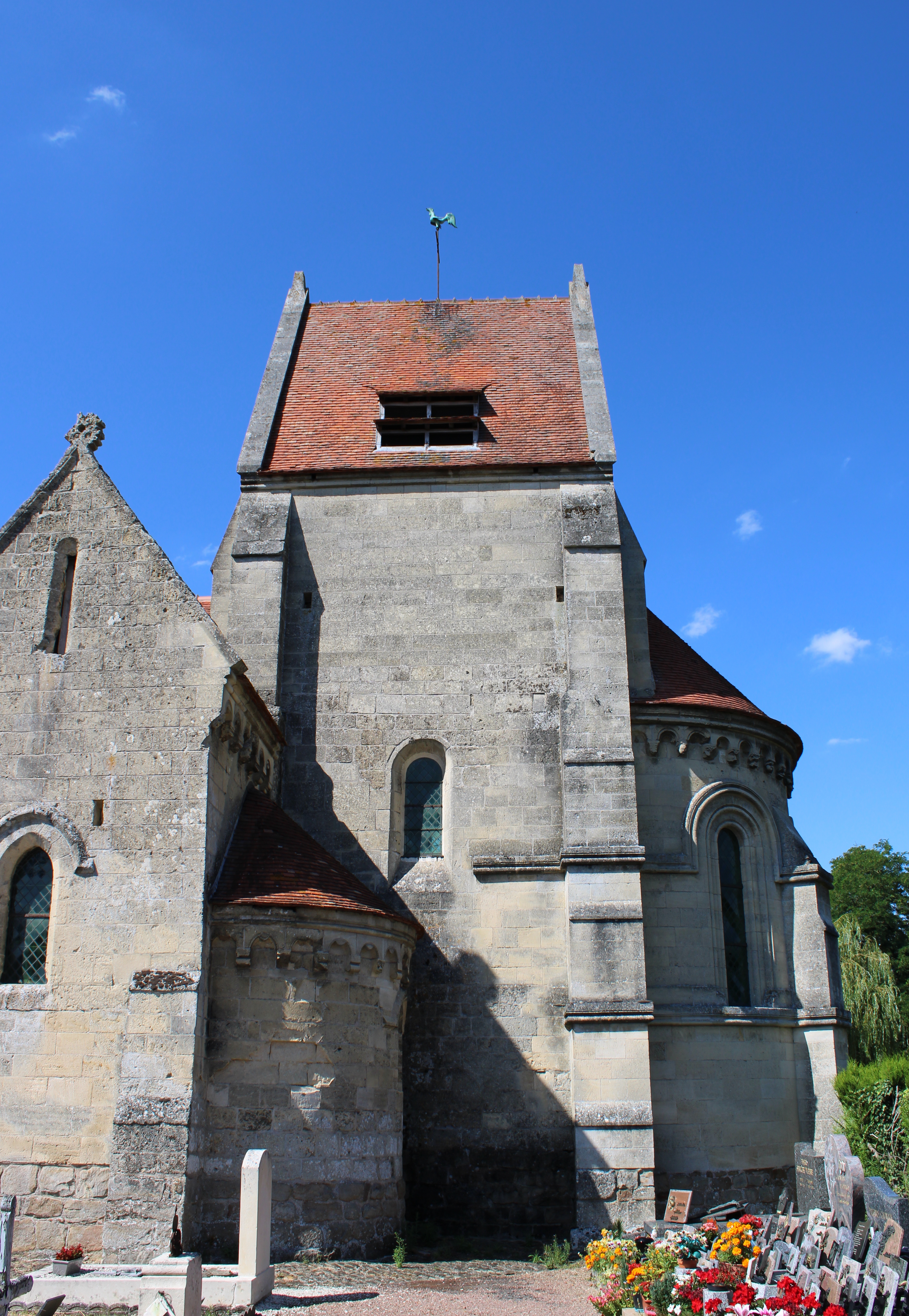
Détail des sculptures du chevet de l'église.
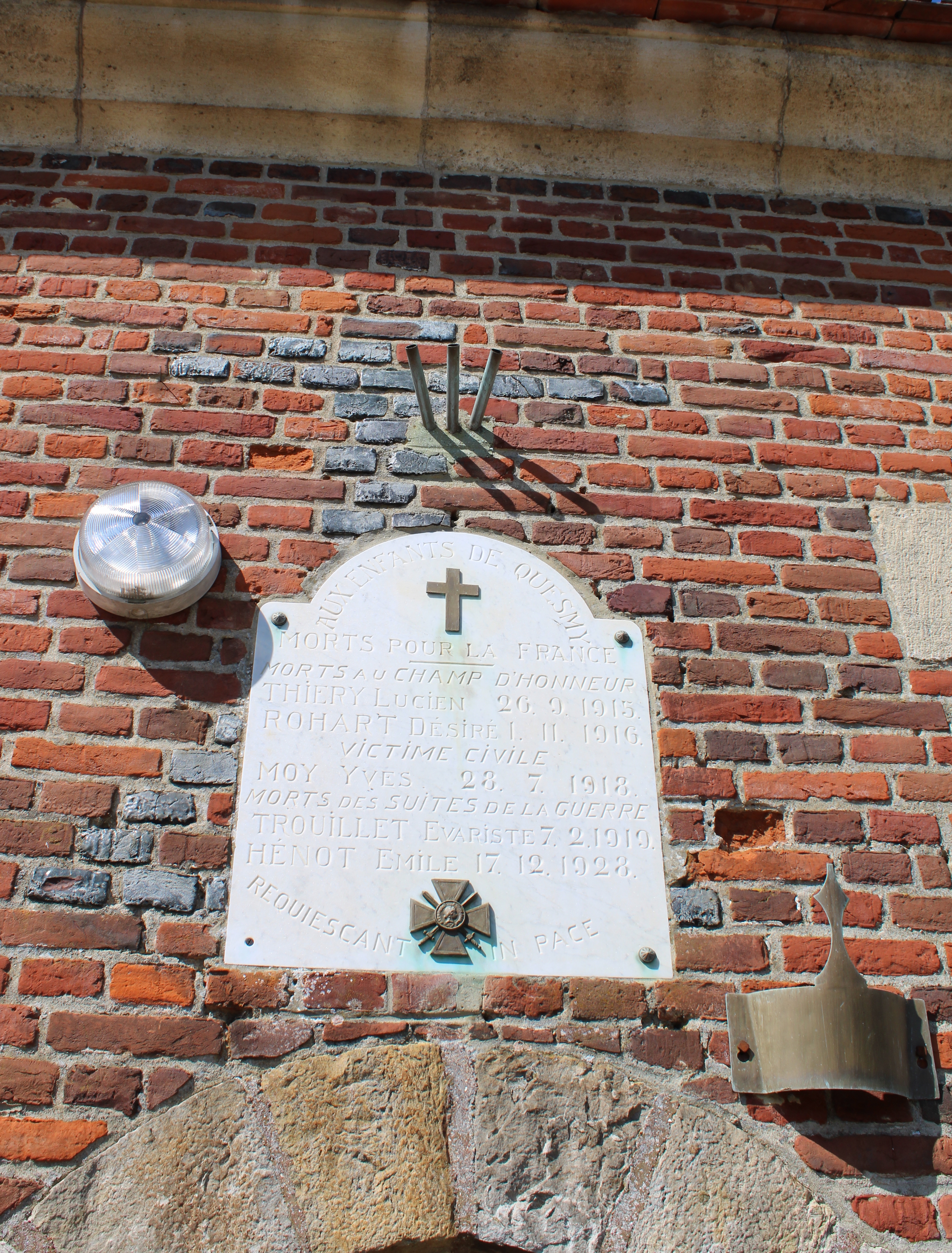
Hommage combattants 14/18 au-dessus de la porte latérale de l'église.

### Cartes postales anciennes

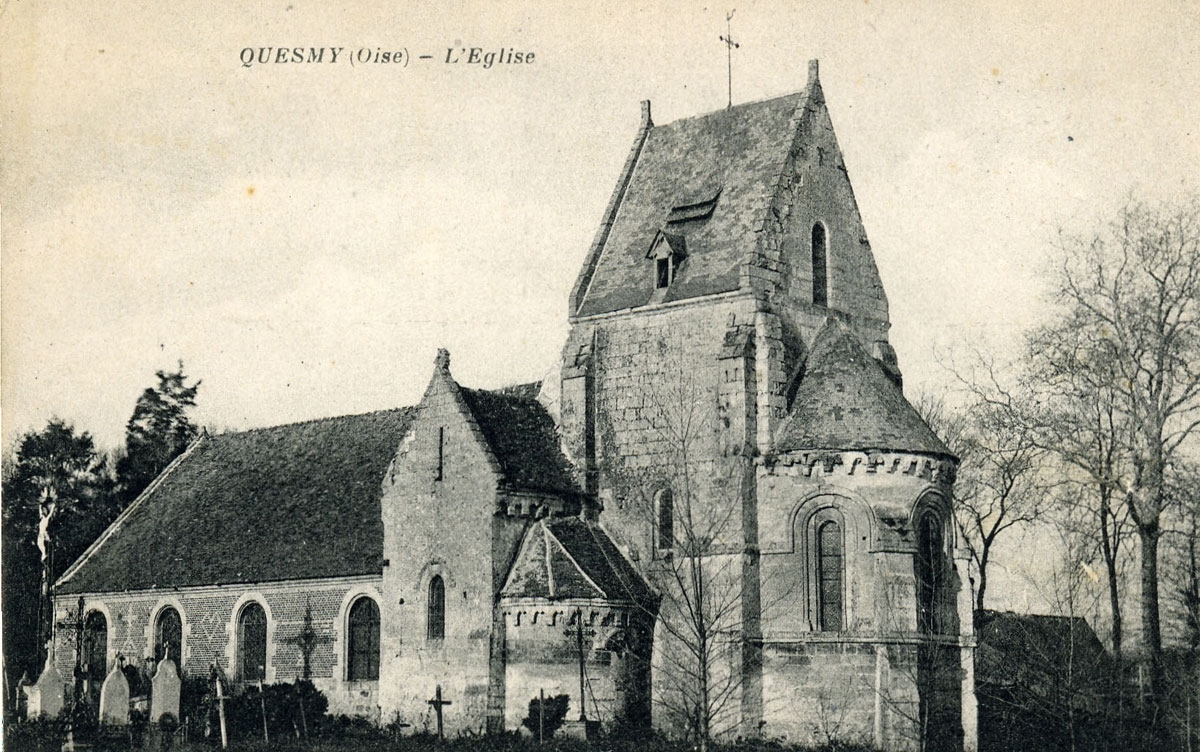
L'église romane Saint-Médard avant 1914.
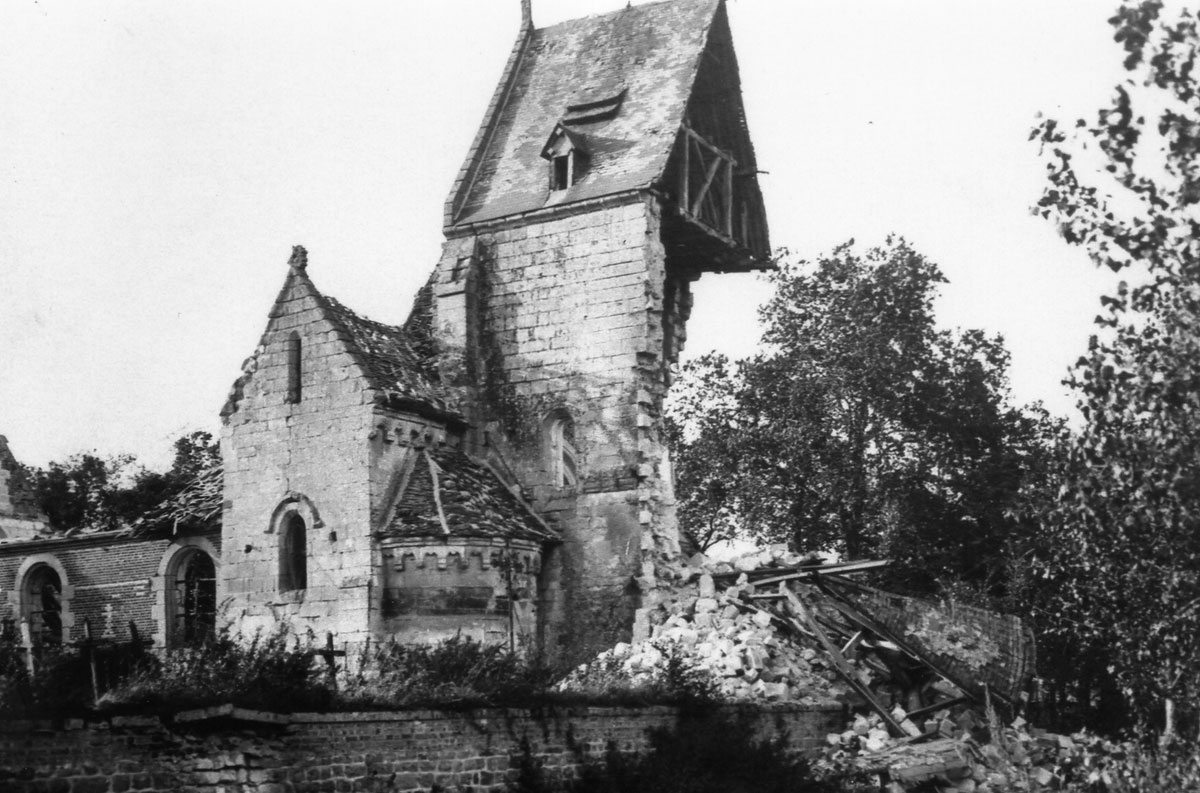
État de l'église en 1918.
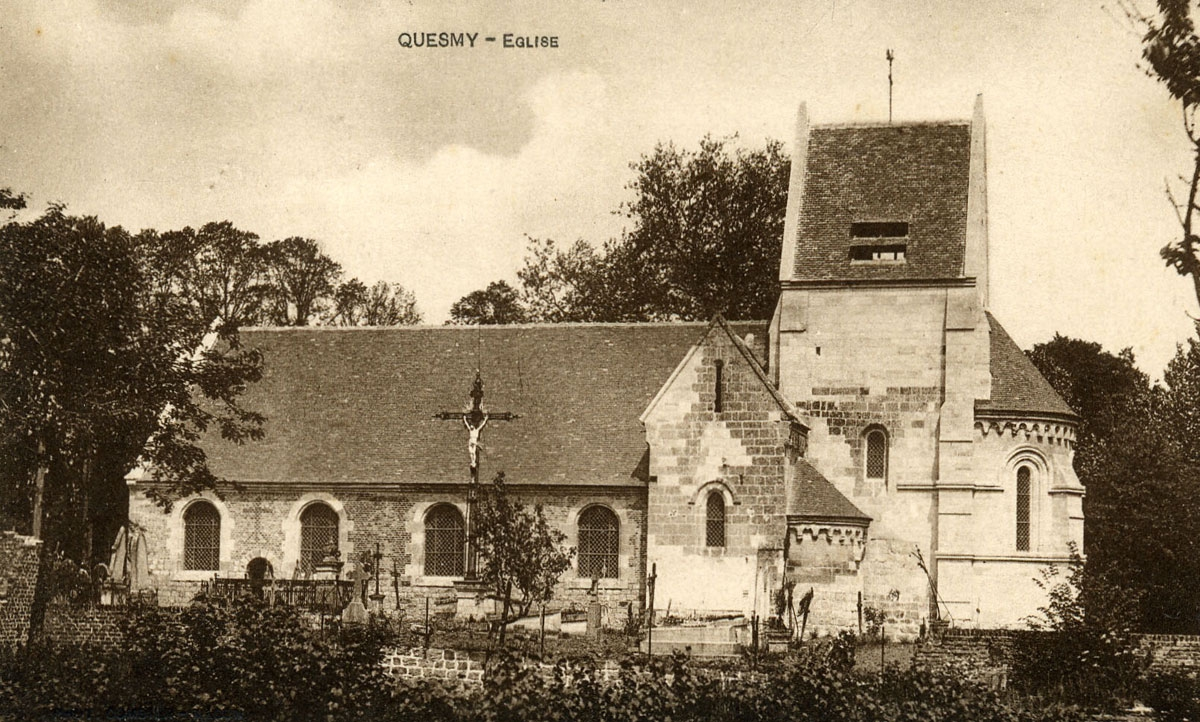
L'église reconstruite pratiquement à l'identique vers 1925.
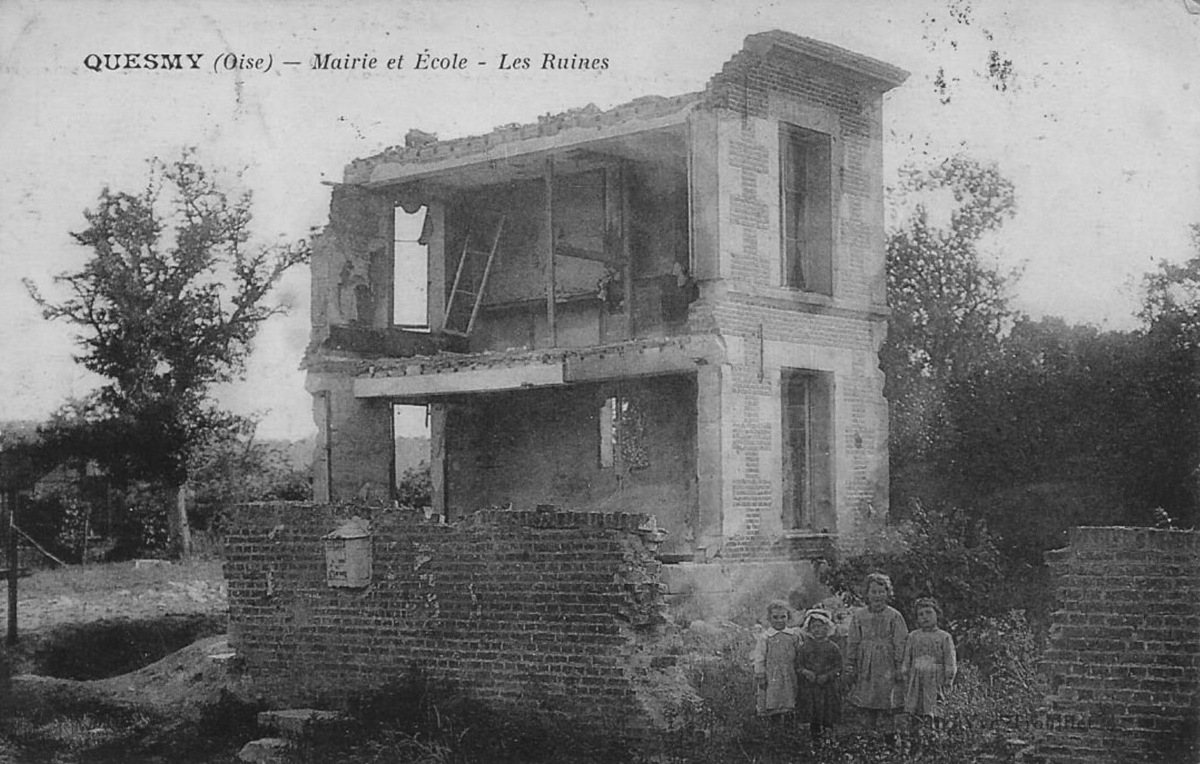
Ruines de la mairie et de l'école en 1918.
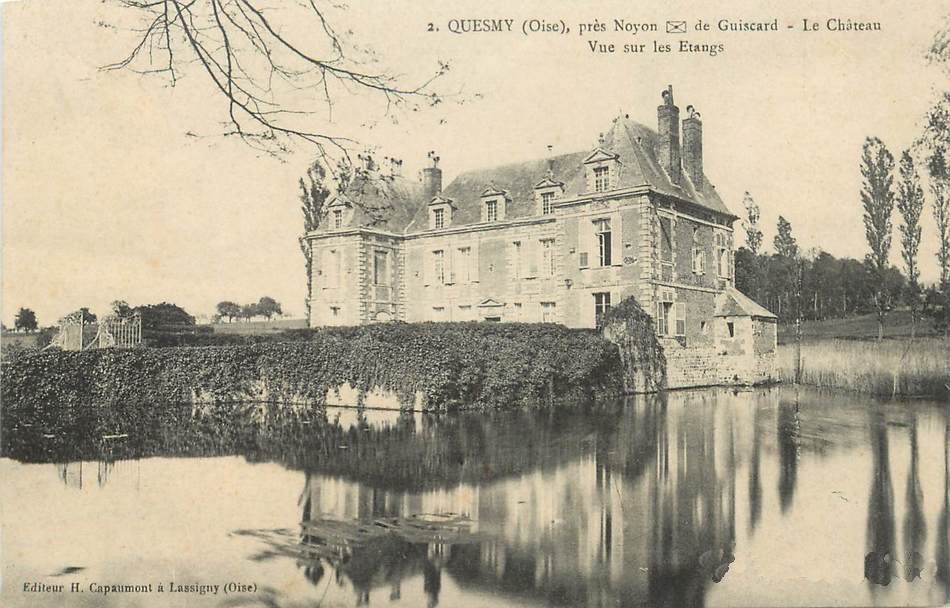
Carte postale du château avant la guerre de 14.
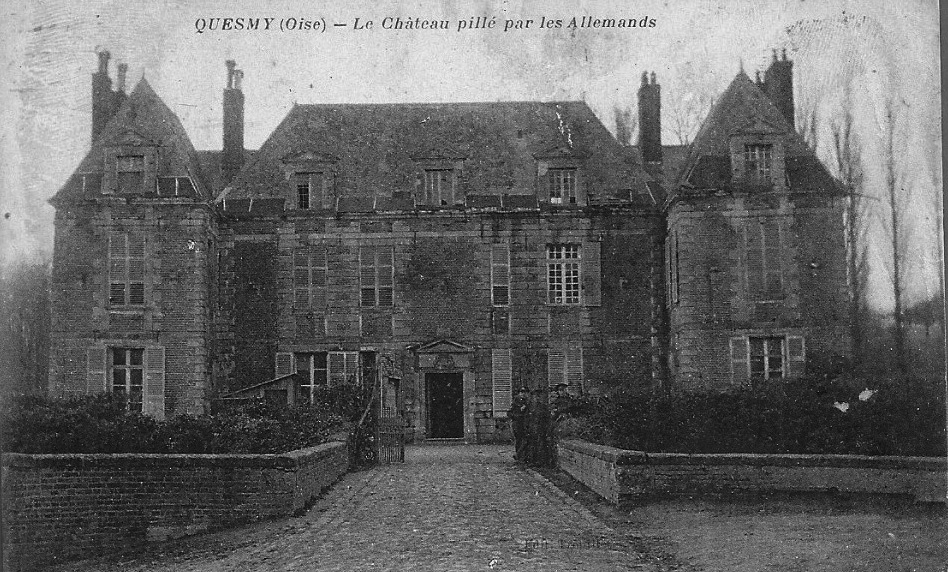
Carte postale du château très endommagé en 1918.

## Personnalités liées à la commune
- Charles François Louis de Macquerel de Quesmy[26] (1738-?), homme politique né à Quesmy, député de la noblesse aux Etats Généraux de 1789.